# Livingston Football Club
Livingston Football Club é um clube de futebol da Escócia fundado em 1943. Foi campeão da Copa da Liga Escocesa em 2004.